# Au-delà de l'obsession
Au-delà de l'obsession (Ultimate Deception) est un téléfilm américain réalisé par Richard A. Colla et diffusé en 1999.

## Synopsis
Pris par son travail, Bobby passe peu de temps auprès de sa femme, Terry. Un soir, il annonce à sa compagne qu'il se sent prêt à fonder une famille. Il promet également de quitter son poste au sein de la marine. Mais après plusieurs mois de tentatives, le couple se rend à l'évidence que leur union est stérile. Désespéré, Bobby convainc sa femme qu'il est nécessaire d'adopter. Mais cette dernière ne se doute pas que son mari est prêt à tuer pour avoir ce bébé.

## Fiche technique
- Titre original : Ultimate Deception
- Réalisation : Richard A. Colla
- Scénario : Victoria Wozniak
- Photographie : Laszlo George
- Musique : Dennis McCarthy
- Durée : 88 min
- Pays : États-Unis

## Distribution
- Yasmine Bleeth : Terry Cuff
- Richard Grieco : Bobby Woodkin
- Gordon Michael Woolvett : Andy McThomas
- Sabrina Grdevich : Dana Ballard
- Nola Auguston : Elaine
- Harant Alianak : Docteur Amos
- Philip Granger : Andy McThomas
- Geoff Bowes : Hay
- Christina Collins : Ms. Richards